# Buspirone
 Buspirone è una molecola appartenente alla classe degli ansiolitici atipici utilizzata per il trattamento dei disturbi d'ansia, in particolare l'ansia generalizzata, e in combinazione con un antidepressivo per aumentarne l'efficacia terapeutica. Chimicamente, appartiene alla classe degli azapironi.
Nel 1986 la Bristol-Myers Squibb ottenne l'approvazione dalla Food and Drug Administration per la commercializzazione negli Stati Uniti. In quel paese il brevetto è scaduto nel 2001 e buspirone è venduto da numerose società come medicinale equivalente.
In Italia, per ragioni commerciali, non è più disponibile il prodotto industriale ma è possibile ottenere il farmaco sotto forma di preparazione galenica da parte di farmacie con laboratorio.

## Caratteristiche generali
Buspirone è una molecola che presenta un'attività ansiolitica selettiva grazie al suo unico meccanismo d'azione. Il farmaco è privo di effetto anticonvulsivante e miorilassante tipico delle benzodiazepine, di effetti sulla sfera sessuale, tipico degli antidepressivi, e si dimostra dotato di scarso effetto sedativo generando anzi un effetto psicostimolante. Nei pazienti trattati con buspirone, non si evidenzia sedazione o riduzione delle capacità di eseguire prestazioni che richiedano attenzione, come ad esempio la capacità di guidare autoveicoli.
Buspirone è capostipite di una classe di farmaci antiansia definiti azapironi.
Il farmaco non è correlato né chimicamente né farmacologicamente alle benzodiazepine, ai barbiturici, agli antidepressivi o ad altre sostanze psicotrope.
Buspirone quindi ha un meccanismo d'azione sostanzialmente differente da quello delle benzodiazepine e degli antidepressivi SSRI, per cui mostra anche un profilo di effetti collaterali diverso da questi caratterizzato tra l'altro da una migliore tollerabilità, assenza di effetti collaterali da sospensione e assenza di tolleranza agli effetti farmacologici (tipici delle benzodiazepine).

## Farmacodinamica
Agisce come un agonista parziale dei recettori della serotonina di tipo 5-HT1A mentre non interagisce direttamente con i recettori delle benzodiazepine e del GABA. Il farmaco inoltre, funziona come antagonista D2 presinaptico della dopamina, nonché come un parziale agonista del recettore α1. Ciò si traduce complessivamente in una diminuzione del tono serotoninergico (ad eccezione della stimolazione della sottoclasse recettoriale 1A) ed un contemporaneo potenziamento del tono dopaminergico e noradrenergico.

## Farmacocinetica
Dopo somministrazione orale buspirone è assorbito in modo quasi completo dal tratto gastrointestinale. La molecola subisce un marcato effetto di primo passaggio (nel torrente ematico solo il 4% circa è infatti la quota di farmaco immodificata). La contemporanea assunzione di cibo ritarda l'assorbimento intestinale. La concentrazione plasmatica massima (Cmax pari a circa 1-6 ng/ml) viene raggiunta entro 60-90 minuti (Tmax). La concentrazione plasmatica di equilibrio viene raggiunta entro due giorni.
Il legame con le proteine plasmatiche è pari a circa il 95%.
Studi in volontari sani hanno dimostrato che l'emivita farmacologica di buspirone varia da 2 a 11 ore (valori da 2 a 33 ore). 
A seguito dell'assunzione di una singola dose una quota variabile dal 30 al 63% viene escreta nelle urine entro 24 ore. L'escrezione fecale è inferiore e va dal 18 al 38% della medesima dose. 
Il metabolismo di buspirone è mediato dal citocromo P450 3A4 (CYP3A4) ed è prevalentemente ossidativo a dar luogo a diversi metaboliti idrossiderivati e ad un metabolita farmacologicamente attivo: 1-pirimidinilpiperazina. Quest'ultimo metabolita sembra possedere approssimativamente il 25% dell'attività del buspirone.

## Usi clinici
Buspirone trova utilizzo nel trattamento di vari disturbi d'ansia in particolare dell'ansia generalizzata e sociale (anche in associazione ad un SSRI). Rispetto alle benzodiazepine, non deprime le capacità intellettive ed è dotato di una migliore tollerabilità generale e nel lungo termine, il che lo rende un trattamento consigliato di prima linea nel trattamento dell'ansia generalizzata. Per la mancanza di effetti collaterali sulla sfera sessuale e il meccanismo d'azione caratteristico può essere preferito agli antidepressivi SSRI nel trattamento di questa patologia. Data la sua latenza d'azione (in media 1 settimana) è indicato nella gestione a lungo termine dei disturbi d'ansia e non è efficace nell'uso al bisogno.
Buspirone viene anche utilizzato in soggetti affetti da sindrome depressiva, in associazione ad un farmaco inibitore selettivo della ricaptazione della serotonina (SSRI), potenziandone gli effetti. In Italia il farmaco non è approvato per quest'ultima indicazione. Esistono però diversi studi che dimostrano come la terapia di associazione possa essere estremamente efficace e molti clinici vi ricorrono (trattamento di tipo off-label).
Buspirone è stato anche sperimentato per alleviare, al bisogno, le disfunzioni sessuali indotte dagli SSRI/SNRI, nel trattamento del deficit di attenzione ed iperattività, nel trattamento dell'agitazione in pazienti anziani e nella disuassefazione da alcol e benzodiazepine. L'associazione di buspirone ad un trattamento con benzodiazepine permette di ridurre il dosaggio di queste diminuendone quindi anche gli effetti collaterali.

## Effetti collaterali
Buspirone ai dosaggi usuali è generalmente ben tollerato. 
Gli effetti avversi tendono eventualmente a presentarsi nei primi giorni di trattamento e diminuiscono spontaneamente in breve tempo.
Fra gli effetti collaterali riscontrati con maggiore frequenza si segnalano cefalea, vertigine, sensazione di testa leggera, parestesia, diarrea, nausea, vomito, eccitazione e sudorazione, agitazione ed altri disturbi a livello gastrointestinale.
Sono relativamente frequenti anche insonnia, diminuzione della capacità di concentrazione, depressione, confusione, visione sfocata, congestione nasale, gola irritata, secchezza delle fauci, tinnito, torpore, incoordinamento, tremori.
Occasionalmente sono stati segnalati sintomi extrapiramidali, discinesie, distonie, rigidità muscolare a ruota dentata, andatura atassica, depersonalizzazione, disturbi della memoria, labilità emotiva, allucinazioni, psicosi, convulsioni. Per questi ultimi disturbi è difficile distinguere la quota correlata all'utilizzo del farmaco da quella associata al quadro ansioso di fondo per via della loro rarità.
Infine durante la terapia con buspirone si sottolinea la possibilità di insorgenza di ritenzione urinaria e galattorrea nelle donne, nonché a seguito di una stimolazione dose-dipendente della secrezione della prolattina la possibilità di irregolarità mestruali e, nel maschio, di disturbi sessuali.

## Controindicazioni
Il farmaco è controindicato nei soggetti con ipersensibilità nota al principio attivo oppure ad uno qualsiasi degli eccipienti. È anche controindicato nei soggetti affetti da grave insufficienza epatica e renale.
Buspirone non deve essere utilizzato in associazione a farmaci IMAO, per il possibile verificarsi di crisi di tipo ipertensivo, nelle donne in stato di gravidanza o durante il periodo dell'allattamento.

## Dosi terapeutiche
Nei soggetti adulti la dose consigliata è di 15 mg al giorno, suddivisa in due o tre dosi per via della breve emivita del farmaco. Il dosaggio può essere gradualmente incrementato di 5 mg ogni 2-3 giorni, sulla base della risposta del paziente, fino a raggiungere la dose terapeutica ottimale. Il dosaggio massimo, che è bene non superare, è pari a 60 mg al giorno, sempre frazionato in 2-3 somministrazioni.
In corso di trattamento di pazienti anziani, oppure affetti da insufficienza renale o epatica, il medico dovrà attentamente valutare la possibilità e l'opportunità di una riduzione dei dosaggi.